# 臺灣國語
臺灣國語是指帶有明顯臺語腔調或用詞的中華民國國語，與中國大陸理解之「臺灣腔」乃指「帶有臺灣地區口音之華語」之含義有所不同。中央研究院語言學研究所在官方網站所列的研究重點中，將臺灣國語列為臺灣本土語言分項下，並做為主要研究對象之一。

## 歷史
清領時期
官話渡臺始於清朝雍正朝廷下令福建、廣東各府州縣多方教導互通的公用語（即明清官話），並於1729年在臺南縣署首設「正音書院」，接著於鳳山、彰化、諸羅也設。之後因沒有成效而於1750年停辦臺南縣「正音書院」。
國民政府遷台後
中華民國政府遷台後推動標準華語，華語在台灣因为詞彙、語音等方面受到臺語的影響，產生出了質變的官話，這變異的官話便被戲稱為「臺灣國語」，或稱「臺灣版藍青官話」。

## 定義
需要注意的是，臺灣當地有些國語語音的特色，如ㄣ[ən]、ㄥ[əŋ]不分、平翘音不清等特徵，普遍存在於各族群，甚至電視新聞播報員也這樣發音。一般來說這些語音不被認為是臺灣國語。
臺灣的國語和臺灣國語兩者關係，類似中国大陆的普通話和地方普通話的關係。臺灣國語亦有臺北腔、臺中腔、臺南腔、東部腔等不同的區別。
關於在臺灣存在於各族群普遍有的語音特色，在中國大陸又被稱為港台腔，請參見台灣華語一節。

## 發音特徵
中華民國標準國語音韻和臺語音韻不同處頗多，較顯著如下（中括弧中為國際音標）：

### 捲舌音與空韻母
- 臺語因為不存在國語的捲舌音，因此捲舌音聲母會轉為同位音的齒齦音，出現以下發音不分的現象：
  - [ʈ͡ʂ]→[t͡s]
  - [ʈ͡ʂʰ]→[t͡sʰ]
  - [ʂ]→[s]
  - [ʐ]→[z]（或[l]）
  - [ɑɻ]（或[ɚ]）→[ə]
    - 出入/ʈ͡ʂʰu.ʐu/ - 粗路/t͡sʰu.lu/
    - 周潤發/ʈ͡ʂou̯.ʐu̯ən.xu̯a/ - 鄒論花/t͡so.lun.hu̯a/

- 國音[t͡s]、[t͡sʰ]、[s]的韻母為空韻[ɯ]，但是臺語的優勢腔沒有空韻，因此會被讀為圓唇同位音的[u]。
  - 自私/t͡sɯ.sɯ/ - 駔蘇/t͡su.su/
  - 支持/ʈ͡ʂɨ.ʈ͡ʂʰɨ/ - 租殂/t͡su.t͡sʰu/

### 無噝擦音
- 國音的無噝擦音[f]與[x]因不存在於臺語，因此多發成臺語特有的清喉擦音（[h]），且有時會有多出來的[u]（或[w]）音。[3][註 1]
  - 舒服/ʂu.fu/ - 蘇胡/su.hu/
  - 豐富/fəŋ.fu/ - 轟戶/hɔŋ.hu/
  - 飯/fan/ - 換/hu̯an/
  - 很/xən/ - 混/hun/[註 2]
  - 發生/fa.ʂəŋ/ - 花僧/hu̯a.sŋ̍/
  - 芬芳/fən.faŋ/ - 昏荒/hun.hu̯aŋ/
  - 鳳飛飛/fəŋ.feɪ̯.feɪ̯/ - 鬨揮揮/hɔŋ.hu̯e.hu̯e/

### 雙母音與省略音
- 由於臺語沒有[eɪ̯]（或[ei̯]）與[ɤʊ̯]（或[ou̯]）這兩個雙母音韻母，因此收尾母音會被省略：[eɪ̯]唸成臺語特有韻母[e]（或是轉成[ɛ]），[ɤʊ̯]-會讀成[ɤ]、[o]或[ɔ]。
  - 歐洲 /ʔou̯.ʈ͡ʂou̯/ → /ʔo.t͡so/
  - 沒有 /meɪ̯.jou̯/ → /mẽ.ʔi̯o/
- 若是前面加有介音，則變成開頭的母音被省略。這與臺語的發音類似。
  - [u̯ən]唸成[un]
    - 昏 - [hun]
    - 敦 - [tun]

  - [u̯eɪ̯]唸成[u̯i]
    - 渭 - [ʔu̯i]
    - 水 - [su̯i]

  - [i̯ou̯]唸成[i̯u]
    - 優 - [ʔi̯u]
    - 秀 - [ɕi̯u]
- [i̯ɛ]音念成[ɛ]（或[e]），[i]音脫落；而原本因為接[i]而顎音化的[t͡ɕ]、[t͡ɕʰ]、[ɕ]，會去顎音變成[t͡s]、[t͡sʰ]、[s]。這可能是受日語影響。

- 便 - [pɛn]
- 先 - [sɛn]
- 電 - [tɛn]
- 謝 - [sɛ]

### 鼻音韻尾與音變
- [ən]、[əŋ]不分的現象
  - 陣勢 - 正是
- 臺語的[əŋ]不同於國音[ɤŋ]；前面加上[i]時，臺語會單純的兩者相加發成[iə̯ŋ]，但國語中則[ɤ]會消失而轉成[iŋ]。
  - 星 - [ɕiŋ]→[ɕiə̯ŋ]
- 唇音與[ɤŋ]合併發音時，後者變成[ɔŋ][註 3]
  - 崩、彭、猛、鳳 - [pɔŋ]、[pʰɔŋ]、[mɔŋ]、[hɔŋ]
- [u]與[ɤŋ]結合時，若前無聲母國音發為[wɤŋ]，在前有聲母時[ɤ]會消失而發為[ʊŋ]，臺灣閩南語用者皆發為[ɔŋ][註 3]
  - 翁 - [wɤŋ]→[ʔɔŋ]（或[ʔu̯ɔŋ]）
  - 轟 - [xʊŋ]→[hɔŋ]
- [y]與[ɤŋ]結合時，國音發為[i̯ʊŋ]，臺語使用者發為[i̯ɔŋ]
  - 用 - [jʊŋ]→[ʔi̯ɔŋ]
  - 兇 - [ɕi̯ʊŋ]→[ɕi̯ɔŋ]
- 臺語中[m]、[n]等鼻音聲母後接的韻母會全部變為鼻化母音，而國語則不會；因此台灣國語使用者的國語往往在這類字上會讓人覺得鼻音重。
  - 米 - [mi]→[mĩ]

### 其他發音特色
- [u̯o]發成[ɔ]（或[o]、[ə]）。這是因為臺語中沒有任何發為[u̯o]組合的音。
  - 我 - [wo]→[ʔɔ]或[ʔo]
  - 錯 - [t͡sʰu̯o]→[t͡sʰɔ]或[t͡sʰə]

- 臺語沒有[y]音，因此會發成同位不圓唇的[i]。
  - 國語 - [kɔ.ʔi]

- 國語中[i]、[u]作聲母時（即零聲母），往往會弱化為子音[j]、[w]；但是臺語中零聲母則以聲門塞音（[ʔ]）發音。
  - 夜 - [jɛ]→[ʔi̯e]
  - 歪 - [waɪ̯]→[ʔu̯aɪ̯]

## 語法特徵
- 由於受到臺語「共」（kā，意思為「給」、「和」/「與」/「跟」）字的影響，因而產生了「主詞+給+我+動詞」的語句，例如將「他打我」說成「他給我打」（臺語「伊共我拍」）。[來源請求]用例可見於台灣出版的國語散文集《稻香路：蕭蕭農村散文新選》《童言童語無忌》篇章[[Category:]][可疑][4]。
- 「有」後接動詞表示动作完成，等同于标准国语中句尾的「了」，如「我有吃飯了」（臺語「我有食過矣」）。
- 在轉折時會在句首加上「啊」字（原為臺語的轉折語），例如將「還有」講成「啊還有」（臺語「猶閣有」）。
- 發問時，除了「嗎」以外，亦會用：
  - 「齁」或「吼」來表達疑問，此用法是由臺語的疑問詞「乎」（honnh）轉化而來，例如你是剛從美國回來齁？（臺語「你是拄才對美國轉來乎？」）。
  - 「咧」或「哩」（ㄌㄝ）加於句末，此用法亦受臺語直接影響，例如「那麼你咧？」或「那麼你哩？」（臺語「啊你咧(--leh)？」）。

## 詞彙特徵
在詞彙方面，中華民國的書面語因流行文化的影響，和中華人民共和國的普通話用語有所差別，大致上有以下幾項來源：
由於語言接觸的結果，臺灣國語很自然地從臺灣的本土語言吸取某些詞彙。除了本來就缺乏的臺灣文化和生活用詞之外，還有大量臺灣本土語言（主要是臺灣話）的流行用詞。有些流行用詞，在國語中也能找到同義的用詞，但是因為這些臺語用詞非常活潑，講起來很「響亮」，為了表現文字上的生動，就用漢字寫了出來，有人再用國語來唸，慢慢就融入了國語詞彙。比如說，在議會上有人罵別人「鴨霸」（或「壓霸」，不講理），商店招牌裡則寫著「大俗賣」（大拍賣）的標語，獎券開獎時則傳來一片「槓龜」（沒有中、沒收穫）聲，並影響至台灣傳媒。有些漢語的新詞彙是從電視上的臺語節目傳播開去的，臺灣電視公司在多年前曾播出轟動全臺的黃俊雄布袋戲，其中的人物用語活潑，也造就了某些特殊詞彙，例如「藏鏡人」（幕後黑手）、「秘雕」魚（畸形魚）等詞彙。其他比較常見的借自臺語的新詞彙，還有「速配」（本字為「似配」，相稱）、「佮意」（鍾意）、「衰」（倒楣，粵語亦有此意思）、「牽手」（妻子）、「老神在在」（氣定神閒）、「嗆聲」（放話）、「吐槽」、「搞怪」（狡猾難纏）、「古早」（歷史悠久）、「透早」（大清早）、「三八」（扭捏作態）。这些词汇中的部分也透過各种管道传播至中国大陆並流行开来。
借自臺灣客家語的新詞彙，例如「讚」（本字寫為「㜺」，形容事物美好）、「油紙袋」（塑膠袋）、「粄條」（臺語稱為粿仔條）、擂茶。
而臺灣原住民族語也有部份先影響臺語，再成為臺灣本土慣用的詞彙，例如「芭樂」（番石榴）、「阿西」（笨蛋之義，來自平埔原住民族語）。
不過由於臺灣話、臺灣客家語本身就是漢語族的一支，與中華民國國語一樣是從中國大陸傳到臺灣，很容易在詞彙上取得聯結與借取，加上都可以漢字書寫，於是本土吸收了大量用語。
由於歷史上臺灣曾經被西班牙、荷蘭及日本統治長達一百多年，臺灣本土語言從中吸收了大量日語、西班牙語、荷蘭語，以至從外來語轉換而來的日語詞彙，近代則受到英語影響，之後隨著韓流文化和新住民的增加，台灣漢語又開始受到韓語和東南亞語言的影響，不過至今仍然繼續沿用這些受日語影響的用詞仍在臺灣漢語中佔主導地位，以下便是一些例子。

### 常見例子
日語
- 歐吉桑、歐巴桑（男性長輩、女性長輩）：源自日语：、的發音。
- 多桑（父親）：源自日语：的發音。
- 便所：廁所
- 黑輪：源自日语：（關東煮）的發音。
- 便當：源自日语： 的發音。
- 阿給：源自日语： 的發音。
- 運將（司機）：源自日語俗稱的發音。
- 觀光客（遊客）：源自日語的。
- 激安、爆安（超便宜）：源自日語的。
- 一「台」車（一「輛」車）：日語一樣以「台」作為車的量詞。
- 放題（吃到飽自助餐）：源自日語的。
- 放送（向外播送）：源自日語的。
- 阿達碼（頭）：源自日语： 的發音。
- 丼（蓋飯）：源自日語  的發音。
- 女將（飯店、旅館、料亭老闆娘）：源自日语：。
- 憲兵（軍法警察）：源自日语：，但此词属于在大陆时期国语就已直接引入的日语词。
- 建蔽率（臺灣建築管制單位）：源自日语：。
- 坪（臺灣土地面積單位，1坪約合3.3058平方公尺）：源自日语：。
- 榻榻米（疊蓆）：源自日語 的發音。
- 漫畫（連環圖畫）：源自日語 。
- 奇檬子（感覺、心情）：為臺灣人混用的詞彙，源自日語 ，感覺的意思。
- 油切（去油）：為臺灣人混用的詞彙，源自日語 ，但與日語油料欠缺，導致功能不足的意義不同[7][8]。

日語間接轉換他國外來語
- 秀逗：源自英語 Short、日語轉音為 ，原指短路，後引申為頭腦有問題[6]。
- 麻吉：源自英語 Match、日語轉音為 ，取其相配之意，引申形容人交情甚深。
- 槓龜：源自英語 Skunk、日語轉音為 ，取其慘敗、零分、落空（沒中獎）之意。
- 瓦斯（煤氣）：源自英文 gas 、日語轉音為 。
- 康固力（控固力）：源自英語 Concrete（混凝土）、日語轉音為 ，用於「阿達瑪控固力」指水泥頭（腦袋如水泥），表「腦筋僵化」之意。[9]
- 馬殺雞：源自法語 Massage（按摩）、日語轉音為 。
- 三溫暖：源自芬蘭語 Sauna（蒸氣浴）、日語轉音為 。
- 甜不辣：源自葡萄牙語 、日語轉音寫為，在日本是作為油炸食品的總稱，而臺灣特指為日本關西地區的魚漿料理。

葡萄牙語、西班牙語、荷蘭語
- 福爾摩沙：源自葡萄牙語的發音，歐洲人對臺灣的別稱。
- 三貂角：源自西班牙語的發音。
- 野柳：源自西班牙語：魔鬼岬角的發音。
- 富貴角：源自荷蘭語的發音。
- 甲：源自荷蘭語的發音，臺灣土地的面積單位，1甲約合二千九百三十四坪。

英語
較特別的有：
- 脫口秀 ：Talk Show（談話表演）
- 巴士：Bus（公共汽車）
- 夾克：Jacket
- 可樂：Cola
- 優格：Yogurt（酸奶）
- 歇斯底里：hysteria（癔病）
- 得來速：Drive-through、Drive-thru（免下車即可購買或完成的服務，常見於餐廳）

港式粵語
由於臺港影劇及藝人交流頻繁，亦可見到一些從粵語而來的字詞，還有從香港電影及香港漫畫來的字詞，一開始流行於BBS等臺灣的網際網路之中，但漸漸可在臺灣的街頭或年輕人對談中出現。
- 猴塞雷：源自粵語的「好犀利」，以國語音寫為「猴塞雷」，「很強」之意。
- 公仔：玩偶。

韓語
- 歐爸：源自韓語，原意為哥哥，後引申為帥哥。
- 歐尼、歐膩：源自韓語，原意為姐姐，後引申為美女。

## 臺灣華語
台灣華語有別於台灣國語，是一種通行於中華民國領土範圍內的特殊華語腔調（即是漢語各方言與台灣話融合的結果）。
聲、韻母特點
- 捲舌音、兒化音之音變：
  - （[ʈ͡ʂ]）讀作（[t͡s]）
  - （[ʈ͡ʂʰ]）讀作（[t͡sʰ]）
  - （[ʂ]）讀作（[s]）
  - （[ʐ]）讀作[z]
  - （[ɑɻ]）讀作（[ə]）或ɚ
  - 備註：/ʈʂ ʈʂʰ ʂ/新派多讀成/tʃ tʃʰ ʃ/
- 唇音（ㄅ、ㄆ、ㄇ、ㄈ）加ㄛ，經常出現ㄨ介音，如博（ㄅㄛˊ）讀成ㄅㄨㄛˊ。
- （[əŋ]）在唇音（ㄅ、ㄆ、ㄇ、ㄈ）之後時，讀作ㄨㄥ（[oŋ]）。如「峰」（ㄈㄥ）讀作ㄈㄨㄥ（[foŋ]）。
- （[wəŋ]）。
- （[əŋ]）、（[ən]）互相混淆，如「更」讀作「根」，「因」讀作「應」。
- 標準語音中有「ㄧㄞˊ」音。
- 經常使用尾音，如「喔」、「啊」、「耶」、「欸」、「啦」、「嘛」等。

聲調特點
- 除了語氣助詞外，少讀輕聲[10][11][12]。

| 聲調[13]    | 聲調[13]     | 聲調[13]     | 平聲               | 平聲               | 上聲               | 去聲               |
| 聲調[13]    | 聲調[13]     | 聲調[13]     | 陰                 | 陽                 | 上聲               | 去聲               |
| ----------- | ------------ | ------------ | ------------------ | ------------------ | ------------------ | ------------------ |
| 標準語變 體 | 台灣華語     | 台北腔       | 44                 | 323                | 312                | 42                 |
| 標準語變 體 | 台灣華語     | 台中腔       | 33                 | 322                | 311                | 32                 |
| 標準語變 體 | 台灣國語     | 台灣國語     | 不固定（因人而異） | 不固定（因人而異） | 不固定（因人而異） | 不固定（因人而異） |
| 標準語      | 中華民國國語 | 中華民國國語 | 55                 | 35                 | 214                | 51                 |
| 標準語      | 普通話       |              | 55                 | 35                 | 214                | 51                 |
| 分類       | 分類         | 分類     | 分類       | 分類     | 例詞             | 例詞             | 台灣華語 | 台灣華語 | 中華民國國語 | 北京話  |
| ---------- | ------------ | -------- | ---------- | -------- | ---------------- | ---------------- | -------- | -------- | ------------ | ------- |
| 固定輕聲   | 疊字詞       | 疊字詞   | 親屬       | 親屬     | 爸爸             | 爸               | ㄅㄚˋ    | ㄅㄚˇ    | ㄅㄚˋ        | ㄅㄚˋ   |
| 固定輕聲   | 疊字詞       | 疊字詞   | 親屬       | 親屬     | 爸爸             | 爸               | ㄅㄚ·    | ㄅㄚˊ    | ㄅㄚ·        | ㄅㄚ·   |
| 固定輕聲   | 疊字詞       | 疊字詞   | 人名       | 二、三聲 | 婷婷             | 婷               | ㄊㄧㄥˇ  | ㄊㄧㄥˊ  | ㄊㄧㄥˊ      | ㄊㄧㄥˊ |
| 固定輕聲   | 疊字詞       | 疊字詞   | 人名       | 二、三聲 | 婷婷             | 婷               | ㄊㄧㄥˊ  | ㄊㄧㄥˊ  | ㄊㄧㄥ·      | ㄊㄧㄥ· |
| 固定輕聲   | 疊字詞       | 疊字詞   | 人名       | 一、四聲 | 莉「莉」         | 莉「莉」         | ㄌㄧˋ    | ㄌㄧˋ    | ㄌㄧ·        | ㄌㄧ·   |
| 固定輕聲   | 疊字詞       | 疊字詞   | 動詞       | 動詞     | 試「試」         | 試「試」         | ㄕˋ      | ㄕˋ      | ㄕˋ          | ㄕ·     |
| 固定輕聲   | 後綴詞尾     | 後綴詞尾 | 後綴詞尾   | 後綴詞尾 | 骨「頭」         | 骨「頭」         | ㄊㄡˊ    | ㄊㄡˊ    | ㄊㄡ·        | ㄊㄡ·   |
| 固定輕聲   | 語氣詞       | 語氣詞   | 語氣詞     | 語氣詞   | 哎「呀」         | 哎「呀」         | ㄧㄚ·    | ㄧㄚ·    | ㄧㄚ         | ㄧㄚ·   |
| 固定輕聲   | 語氣詞       | 語氣詞   | 語氣詞     | 語氣詞   | 好「啊」         | 好「啊」         | ㄚ       | ㄚ       | ㄚ·          | ㄚ·     |
| 固定輕聲   | 助動詞       | 助動詞   | 時態助詞   | 句尾     | 好「了」         | 好「了」         | ㄌㄜ·    | ㄌㄜ·    | ㄌㄜ·        | ㄌㄜ·   |
| 固定輕聲   | 助動詞       | 助動詞   | 時態助詞   | 句中     | 迎「著」風       | 迎「著」風       | ㄓㄜ·    | ㄓㄜ·    | ㄓㄜ·        | ㄓㄜ·   |
| 固定輕聲   | 助動詞       | 助動詞   | 結構助詞   | 句中     | 跑「得」快       | 跑「得」快       | ㄉㄜˊ    | ㄉㄜ·    | ㄉㄜ·        | ㄉㄜ·   |
| 固定輕聲   | 助動詞       | 助動詞   | 結構助詞   | 句尾     | 你「的」         | 你「的」         | ㄉㄜ·    | ㄉㄜ·    | ㄉㄜ·        | ㄉㄜ·   |
| 固定輕聲   | 助動詞       | 助動詞   | 比況助詞   | 比況助詞 | 似「的」         | 似「的」         | ㄉㄧ·    | ㄉㄜ·    | ㄉㄜ·        | ㄉㄜ·   |
| 固定輕聲   | 三音節詞     | 三音節詞 | 三音節詞   | 三音節詞 | 玫「瑰」花       | 玫「瑰」花       | ㄍㄨㄟ   | ㄍㄨㄟ   | ㄍㄨㄟ       | ㄍㄨㄟ· |
| 固定輕聲   | 趨向動詞     | 趨向動詞 | 趨向動詞   | 趨向動詞 | 過「來」         | 過「來」         | ㄌㄞˊ    | ㄌㄞˊ    | ㄌㄞˊ        | ㄌㄞ·   |
| 固定輕聲   | 方位詞       | 方位詞   | 方位詞     | 方位詞   | 底「下」         | 底「下」         | ㄒㄧㄚˋ  | ㄒㄧㄚˋ  | ㄒㄧㄚ·      | ㄒㄧㄚ· |
| 固定輕聲   | 特殊形式詞語 | A裡AB    | A裡AB      | A裡AB    | 糊里糊「塗」     | 糊里糊「塗」     | ㄊㄨˊ    | ㄊㄨˊ    | ㄊㄨˊ        | ㄊㄨ·   |
| 固定輕聲   | 特殊形式詞語 | AABB     | AABB       | AABB     | 嘮嘮「叨叨」     | 嘮嘮「叨叨」     | ㄉㄠ     | ㄉㄠ     | ㄉㄠ         | ㄉㄠ·   |
| 固定輕聲   | 特殊形式詞語 | ABAB     | ABAB       | ABAB     | 琢「磨」琢「磨」 | 琢「磨」琢「磨」 | ㄇㄛˊ    | ㄇㄛˊ    | ㄇㄛˊ        | ㄇㄛ·   |
| 固定輕聲   | 特殊形式詞語 | v        | 一         | v        | 動「一」動       | 動「一」動       | ㄧˊ      | ㄧˊ      | ㄧˊ          | ㄧ·     |
| 固定輕聲   | 特殊形式詞語 | adj      | 不         | adj      | 好「不」好       | 好「不」好       | ㄅㄨˋ    | ㄅㄨˋ    | ㄅㄨˋ        | ㄅㄨ·   |
| 固定輕聲   | 特殊形式詞語 | v        | 不         | v        | 動「不」動       | 動「不」動       | ㄅㄨˋ    | ㄅㄨˋ    | ㄅㄨˋ        | ㄅㄨ·   |
| 不固定輕聲 | 連綿詞       | 連綿詞   | 連綿詞     | 連綿詞   | 葡「萄」         | 葡「萄」         | ㄊㄠˊ    | ㄊㄠˊ    | ㄊㄠ·        | ㄊㄠ·   |
| 不固定輕聲 | 連綿詞       | 連綿詞   | 連綿詞     | 連綿詞   | 玻「璃」         | 玻「璃」         | ㄌㄧˊ    | ㄌㄧˊ    | ㄌㄧˊ        | ㄌㄧ·   |
| 不固定輕聲 | 不規則       | 不規則   | 不規則     | 不規則   | 故「事」         | 故「事」         | ㄕˋ      | ㄕˋ      | ㄕˋ          | ㄕ·     |
| 不固定輕聲 | 輕聲為       | 低調     | 第一字聲調 | 一聲     | 知「識」         | 知「識」         | ㄕˋ      | ㄕˋ      | ㄕˋ          | ㄕ·     |
| 不固定輕聲 | 輕聲為       | 低調     | 第一字聲調 | 二聲     | 麻「煩」         | 麻「煩」         | ㄈㄢˊ    | ㄈㄢˊ    | ㄈㄢˊ        | ㄈㄢ·   |
| 不固定輕聲 | 輕聲為       | 低調     | 第一字聲調 | 四聲     | 意「思」         | 意「思」         | ㄙ·      | ㄙ·      | ㄙ·          | ㄙ·     |
| 不固定輕聲 | 輕聲為       | 低調     | 第一字聲調 | 三聲     | 晚「上」         | 晚「上」         | ㄕㄤˋ    | ㄕㄤˋ    | ㄕㄤ·        | -       |
| 不固定輕聲 | 輕聲為       | 高調     | 第一字聲調 | 三聲     | 晚「上」         | 晚「上」         | ㄕㄤˋ    | ㄕㄤˋ    | -            | ㄕㄤ·   |